# Werner Hamacher
Pour les articles homonymes, voir Hamacher.
Werner Hamacher (1948-2017) était un traducteur, philosophe post-structuraliste et théoricien allemand de la littérature. Il fut professeur de littérature générale et comparée à l'Université de Francfort. Ses travaux, à la croisée des lettres, de la philosophie et de la politique, se situent dans le sillage des recherches de Paul de Man et de Jacques Derrida, dont il a été l'élève, à l'École de la rue d'Ulm (promotion L1971), avant de devenir un ami proche.
En France, sa monographie parue en 1978 en annexe à son édition critique des écrits de Hegel sur le christianisme a été traduite, par Marc Froment-Meurice et Tilman Küchler, sous le titre de Pleroma — Dialecture de Hegel (Galilée 1996). Michèle Cohen-Halimi a traduit récemment son essai sur W de Jean Daive : Anataxe. Virgule. Balance (Éric Pesty Éditeur, 2009). Ses autres travaux, en langues anglaise et allemande, portent sur Paul Celan, Jean-Luc Nancy, Kant, Jacques Lacan ou encore la réception de Nietzsche en France. 
Werner Hamacher est mort le 5 juillet 2017 à l'âge de 69 ans.